# Erzbischöfliches Clara-Fey-Gymnasium
Das Erzbischöfliche Clara-Fey-Gymnasium in Bonn ist eine staatlich anerkannte Ersatzschule für Mädchen und Jungen in Bi-Edukation in Trägerschaft des Erzbistums Köln. Namenspatronin ist die Selige Clara Fey, Gründerin des Ordens der Schwestern vom armen Kinde Jesus. Das 1912 eingeweihte Schulhaus steht als Baudenkmal unter Denkmalschutz. Unterrichtet werden 2021 rund 750 Schüler von 50 Lehrkräften.
2021 wurde die Schule 125 Jahre alt.

## Unterrichtsangebot
Die Lehrer und Lehrerinnen haben dieselbe Qualifikation wie Lehrkräfte an öffentlichen Gymnasien. Es gelten auch dieselben Voraussetzungen für die Aufnahme von Schülern und dieselben Leistungsanforderungen. Zeugnisse und Schulabschlüsse sind denen der öffentlichen Schulen gleichgestellt. Ein Schulgeld wird nicht erhoben. Die Schule untersteht der staatlichen Schulaufsicht, sie hat Freiräume zur Verwirklichung eigener erzieherischer und unterrichtlicher Vorstellungen.
Die Sprachenfolge ist:
- Klasse 5: Englisch
- Klasse 7: Französisch
- Klasse 9: Lateinisch (fakultativ)
- Jahrgang EF: Spanisch (fakultativ)

In der Oberstufe werden – zum Teil in Kooperation mit dem Aloisiuskolleg – für die Fächer Deutsch, Englisch, Französisch, Mathematik, Physik, Chemie, Biologie, Geschichte, Sozialwissenschaften und Erdkunde Leistungskurse angeboten.
Der 2017 fertiggestellte Erweiterungsbau mit den naturwissenschaftlichen Räumen ermöglichen einen umfangreichen naturwissenschaftlichen Unterricht auf dem neuesten Stand. Diesem Anliegen folgt auch die Ernennung der Schule 2020 zur MINT-freundlichen Schule.
Das Schulprogramm sieht für alle Schülerinnen der Jahrgangsstufe EF ein dreiwöchiges Sozialpraktikum vor.
Spezialisierte Lehrkräfte mit Qualifikationen in systemischer Beratung und insbesondere der Schulseelsorger bieten psychologische Unterstützung und Beratung an. Die Schule hat das Recht auf freie Lehrer- und Schülerwahl. Die Kirche bietet den Lehrern ihrer Schulen zahlreiche berufsbegleitende Fortbildungen an, die sie für die erzieherischen Aufgaben und unterrichtlichen Aufgaben stetig weiter qualifizieren soll. Ebenso nehmen die Lehrkräfte auch an staatlichen Fortbildungsmaßnahmen teil.

## Bi-Edukation
Seit dem Schuljahr 2008/09 besuchen auch Jungen das CFG. Dabei findet der Unterricht in den Jahrgangsstufen 5 bis 10 in nach Mädchen und Jungen getrennten Klassen statt. Ihr Konzept der monoedukativen Mädchenerziehung übertrug die Schule auf die Jungen, um die geschlechtsspezifischen Entwicklungsstufen auch der Jungen in den Blick zu nehmen und den Unterricht darauf abzustimmen. Denn Jungen geraten schulisch, so die Bildungsforschung, gegenüber den Mädchen zunehmend ins Hintertreffen, bleiben häufiger sitzen und erreichen in der Summe weniger Schulabschlüsse. Das vom CFG entwickelte Konzept der Bi-Edukation verbindet daher getrennten Unterricht mit einer schulischen Umgebung, die Schutz- und Begegnungsraum sein soll. In gemeinsamen Arbeitsgemeinschaften oder Aktivitäten der Schulgemeinschaft üben und korrigieren Mädchen und Jungen das Miteinander und das eigene Rollenverhalten. Mit dem Eintritt in die gymnasiale Oberstufe geht das Clara-Fey-Gymnasium zum koedukativen Unterrichtskonzept über.

## Ganztag
Seit dem Schuljahr 2016/17 aufbauend mit den Klassen 5 wechselt die Schule zum gebundenen Ganztag. Im Rahmen des Konzeptes des Begleiteten Studiums wird den Schülerinnen und Schülern nun an jedem Tag zum Teil in kleineren Gruppen die Möglichkeit gegeben, in einer ruhigen und konzentrierten Arbeitsatmosphäre die aus den Fachunterrichten erwachsenden Aufgaben weitgehend selbsttätig zu bearbeiten. Unterstützt werden sie bei Bedarf durch die jeweils anwesende Fachlehrkraft. Damit entfällt die Notwendigkeit weiterer Hausaufgaben. Das Angebot dieser Begleiteten Studienzeiten verändert mit wachsender Klassenstufe seine jeweilige Ausgestaltung, um den Forderungen nach wachsender Selbstständigkeit und Eigenverantwortung Rechnung zu tragen.
Diese zusätzlichen Unterrichtsstunden führen in der Praxis zu sogenannten Langtagen und Kurztagen. In jeder Klassenstufe der Erprobungs- und der Mittelstufe stehen in einer Woche drei Langtage (bis 15.20 Uhr) zwei Kurztage (bis 12.15 Uhr bzw. 13.00 Uhr) gegenüber.
In den Mittagspausen können alle Schüler und Schülerinnen in den zwei Schulmensen ein Mittagessen nach vorheriger Auswahl einnehmen. Um dem Bewegungsdrang Rechnung zu tragen, gibt es in dieser Zeit auch die Möglichkeit einer „bewegten Pause“ in der Turnhalle.
Darüber hinaus haben die Schülerinnen und Schüler im Anschluss vor allem an die Kurztage die Möglichkeit, im Rahmen von „Claraplus“ an verschiedenen schuleigenen Arbeitsgemeinschaften teilzunehmen, darunter zum Beispiel einer Roboter-AG, Theater-AG, Tanz-AG etc. Das Angebot variiert von Schuljahr zu Schuljahr.

## Schulfahrten
Während ihrer Schulzeit nehmen die Schülerinnen und Schüler an zahlreichen Klassenfahrten, Besinnungstagen, Wallfahrten und Studienfahrten teil. Das Clara-Fey-Gymnasium bietet auch fakultative Austäusche mit Partnerschulen an.
Das obligatorische Fahrtenkonzept ist:
- Klasse 6: Drei-tägige Klassenfahrt zu Beginn des Schuljahrs
- Klasse 8: Vier-tägige Klassenfahrt zu Beginn und Mitte des Schuljahrs
- Qualifikationsstufe 2 (12. Jahrgang): Studienfahrt ins naheliegende Ausland

Schüleraustausche können Schülerinnen und Schüler des Clara-Fey-Gymnasium auch wahrnehmen. Diese sind jedoch fakultativ. Das Clara-Fey-Gymnasium hat insgesamt vier Partner-Schulen:
- Lycée Sainte-Marie de Neuilly (Neuilly-sur-Seine, Frankreich)
- Turnbridge Wells Girls’ Grammar School (Turnbridge Wells, Kent, Vereinigtes Königreich)
- Westcliff High School for Boys (Westcliff-on-Sea, Essex, Vereinigtes Königreich)
- Colegio Arzobispal (Madrid, Spanien)

## Ehemalige Schüler
- Jutta Blatzheim-Roegler (* 1957), Politikerin
- Gabriele Haefs (* 1953), Übersetzerin und Autorin
- Lisa Gotto (* 1976), Film- und Medienwissenschaftlerin
- Anna Duque y González (* 1976), Kunsthistorikerin und Kulturmanagerin
- Angela Ganter (* 1976), Althistorikerin
- Susanne Kessel (* 1970), Pianistin
- Alice Koch-Gierlichs (1914–2009), Künstlerin
- Ingrid Noll (* 1935), Schriftstellerin
- Liselotte Sussmann (1930–1980), Verfolgte des NS-Regimes[9]
- Barbara E. Weißenberger (* 1967), deutsche Ökonomin und Professorin für Betriebswirtschaftslehre
- Emily Whigham (* 1976), Fernsehmoderatorin, Produzentin und Journalistin
- Emily Wittbrodt (* 1994), Cellistin